# 韓国鉄道901形蒸気機関車

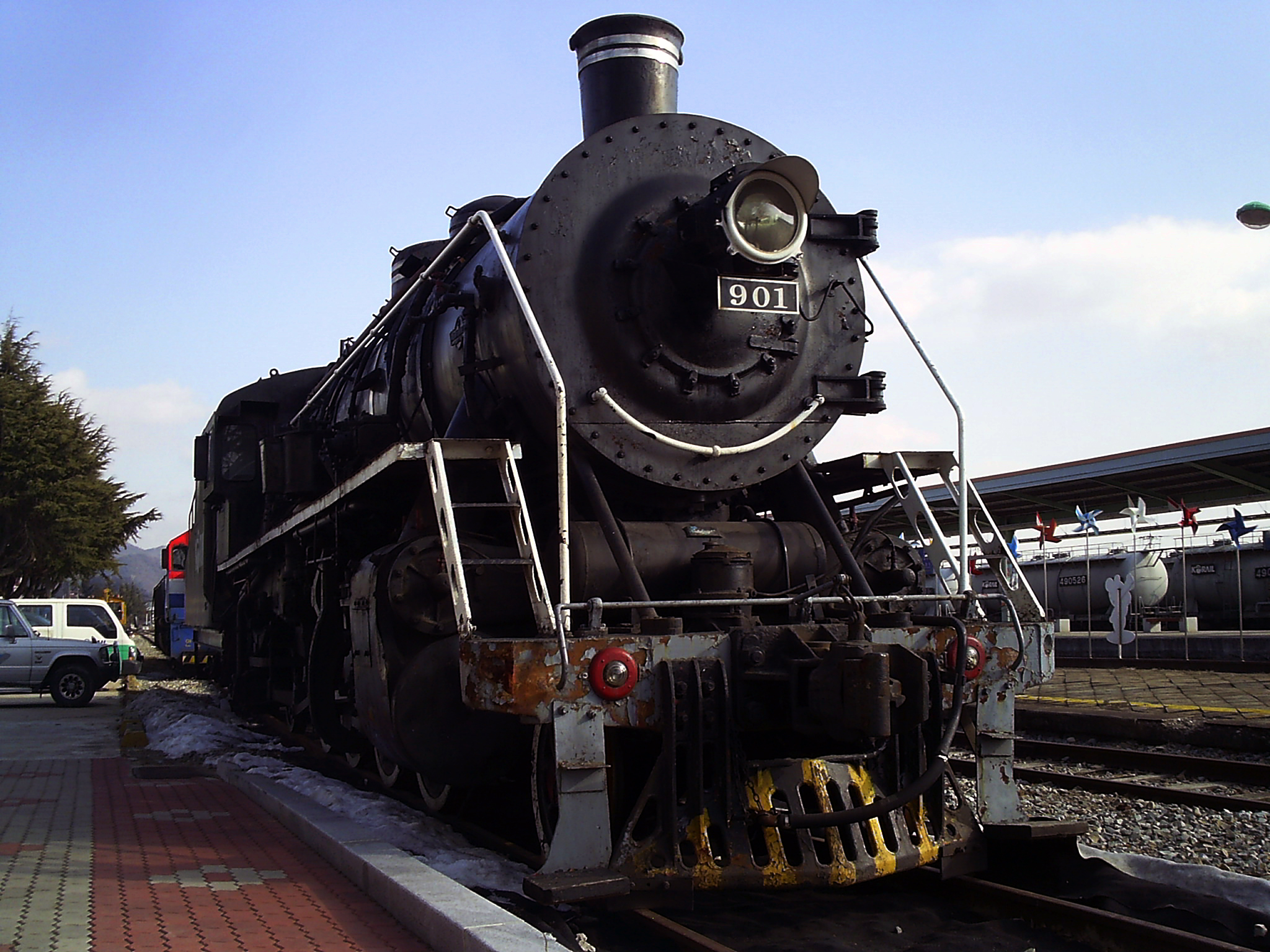
901形蒸気機関車（店村駅にて）

韓国鉄道901形蒸気機関車は、大韓民国の鉄道庁が「蒸気機関車観光列車」牽引用として、1994年に中華人民共和国から輸入したテンダー式蒸気機関車で、このために新造されたものである。中国国鉄上游11型（英文略号SY-11。車軸配置2-8-2）を石油（灯油または軽油）専燃式に改修したもの。
1994年8月12日から日曜・祝日限定で、京義線・郊外線のソウル駅 - 議政府駅間を蒸気機関車観光列車として運行されていたが、国際通貨基金 (IMF) による韓国救済などによる経済危機や保守の難しさ、乗客減のため、2000年5月15日限りで運行終了となった。その後は水色車両事業所で入換機として使用していたが、保守が困難となったことから静態保存に変更され、2009年に店村駅、2012年に豊基駅へ移設、保存されている。
| スタブアイコン | サブスタブ | この項目は、まだ閲覧者の調べものの参照としては役立たない、鉄道に関連した書きかけの項目です。この項目を加筆・訂正などしてくださる協力者を求めています（P:鉄道/PJ:鉄道）。 |